# André (chaussure)
Pour les articles homonymes, voir André.
André est une entreprise de chaussures et une entreprise de distribution française basée à Paris. André compte plus de 70 magasins sur toute la France, et un site de vente en ligne.
Fondée en 1896 à Nancy dans l'Est de la France, par deux Lorrains, cette entreprise est à l'origine du groupe Vivarte, qui disparaît en 2021.
En août 2020, la marque et les boutiques André sont reprises par 1Monde9, la société de François Feijoo. En mai 2023, une partie de la société est reprise par le belge Optakare.

## Historique
En 1896, deux homonymes, Albert Lévy (1873-1935), arrivé à Nancy après la guerre de 1870 et l’annexion de l'Alsace, et Jérôme Lévy, notaire de Toul qui vend son étude, s'associent et cofondent en décembre 1900 la SNC Albert et Jérôme Lévy. Ils rachètent la propriété et le nom d'un réseau de quatre boutiques de la Manufacture nancéienne de chaussures, sise rue de Rome, appartenant à Alexandre Cahen et se lancent dans la fabrication de chaussures bon marché,. Comprenant que la confection artisanale de chaussure doit passer à un stade industriel pour accéder à un marché de masse, ils veulent contrôler l’ensemble de la chaine de production et créer dans ce but des points de vente,.

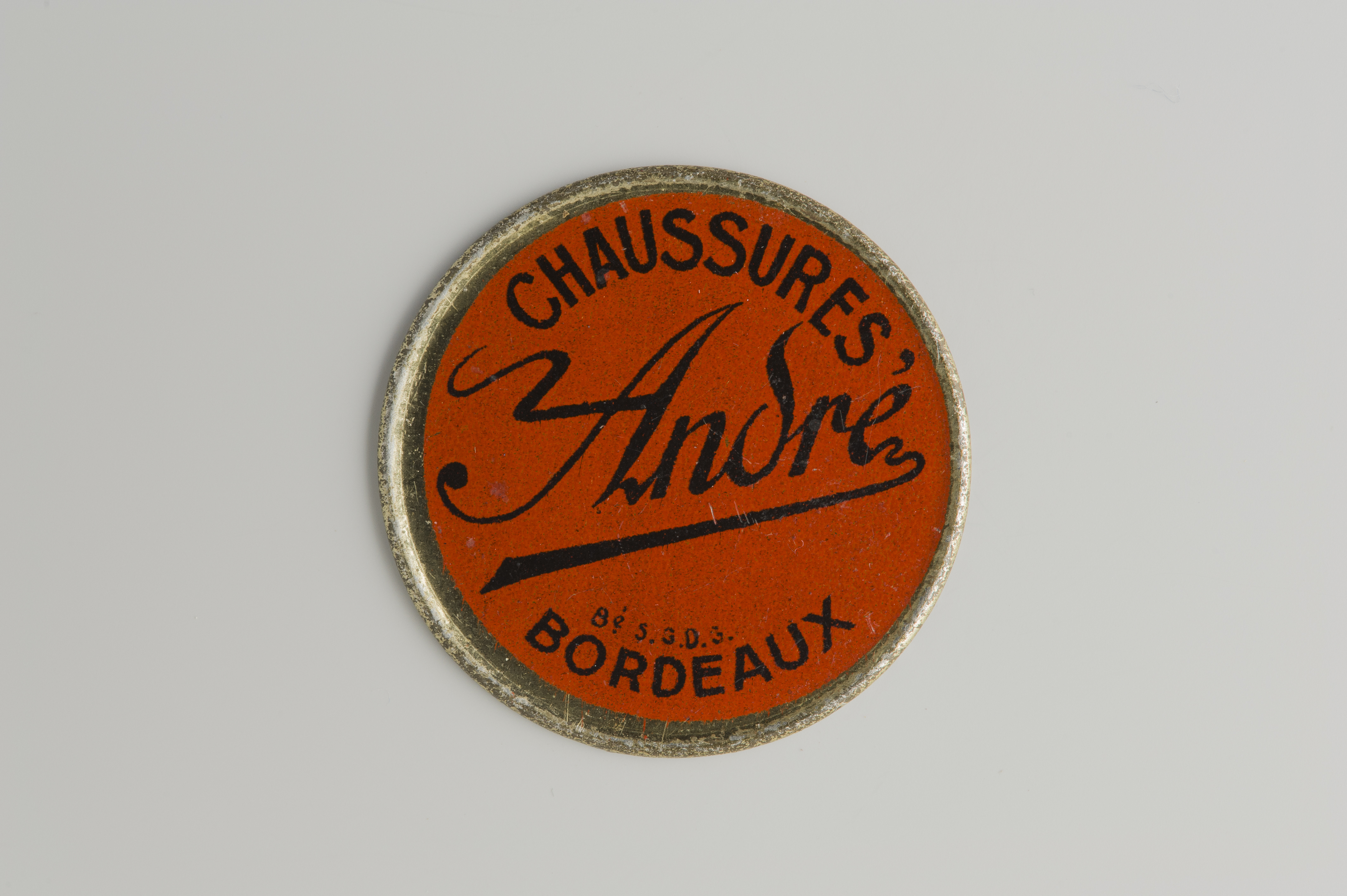
Timbre-monnaie de 25 centimes de franc des chaussures André à Bordeaux (début du)

En 1903, les associés Lévy ouvrent leur première boutique en nom propre, avec comme prête-nom Henri Coiseur « pour ne pas effaroucher les clients détaillants », rue du Faubourg-du-Temple à Paris, sous l'enseigne « Mathieu »,. Leur concept est des prix bas et un vaste assortiment de produits à marge réduite. Le rachat de deux boutiques « André » (en souvenir d'un enfant disparu,), situées boulevard Barbès et avenue de Saint-Ouen, amène l'entreprise à adopter ce nom d'enseigne (un prénom à la mode) pour l'étendre à l'ensemble des succursales et des franchisés de l'entreprise. en pleine période Belle Epoque,,. À la fin de la même année, il existe déjà quatre magasins André à Paris. Les documents administratifs de 1906 de la SNC Lévy porte la mention « Chaussures André, Bureaux et magasins, 41 faubourg du Temple, Paris »

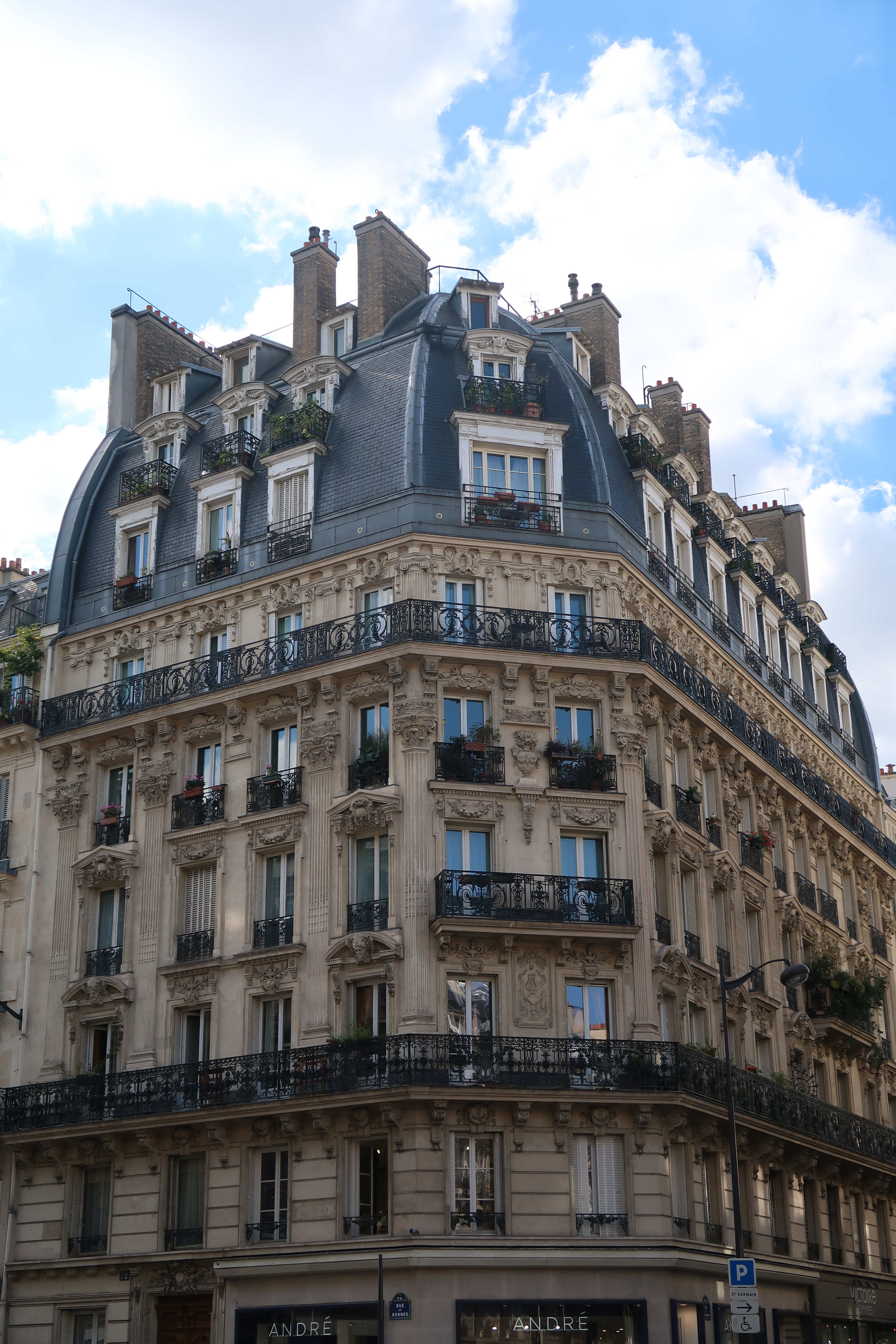
Immeuble de l'un des premiers magasins de la chaîne André, au croisement des rues de Rennes et du Vieux-Colombier à Paris VIe.

Au début du XXe siècle en France, les vitrines de magasins de chaussures alignent des centaines de paires du sol au plafond ; les vendeurs dialoguent dans la rue avec les clients qui n'entrent à l'intérieur que pour l'essayage et le paiement de leurs achats,. Chez André, les vendeuses perçoivent un salaire fixe hebdomadaire assorti d'un pourcentage sur les ventes d'accessoires.
Lors de la Première Guerre mondiale, Albert Lévy est mobilisé à Nancy comme militaire vaguemestre et installe dans ses nouveaux locaux nancéiens au quai Claude-Le-Lorrain, non encore aménagés, une section automobile de l'armée.
En 1919, le siège social et les associés Lévy déménagent au 28 rue de Flandre à Paris, bâtiment à vocation industrielle de la société de meubles Charles Klein, avec deux façades dotées de grandes ouvertures apportant la lumière nécessaire pour travailler, l’actuelle adresse du groupe,.

S'appuyant de façon légère sur l'organisation du travail tayloriste pour un rendement maximum, le succès est au rendez-vous et 12 magasins s'ouvrent dans les centres-villes en 1906, 57 en 1914 (vendant alors 500 000 paires), dont la moitié sont parisiens, 130 en 1936 et 150 en 1944, en France et en Algérie. Ces magasins sont situés dans les grandes villes, dans les artères les plus passantes, constituant un patrimoine immobilier de grande valeur. Parallèlement à la croissance de sa surface commerciale, André augmente progressivement sa capacité de production. En 1919, la nouvelle et grande usine de la rue Gridel à Nancy, employant quelque 600 ouvriers, alimente les magasins André de plus en plus nombreux,. En 1921, les deux Lévy créent la filiale Les Chaussures André du Sud-Ouest. En 1932, le groupe comprend une tannerie à Longjumeau, trois usines de chaussures, deux à Nancy et une à Arpajon (alors en Seine-et-Oise), une usine de talons de bois et de formes pour chaussures à Châtillon-sur-Seine (les anciens établissements H. Suquet et Cie), deux ateliers de piqûres et de réparations l’un à Angerville, l’autre rue Delouvain à Paris (complétés par du travail à domicile), un entrepôt à Pantin,. 

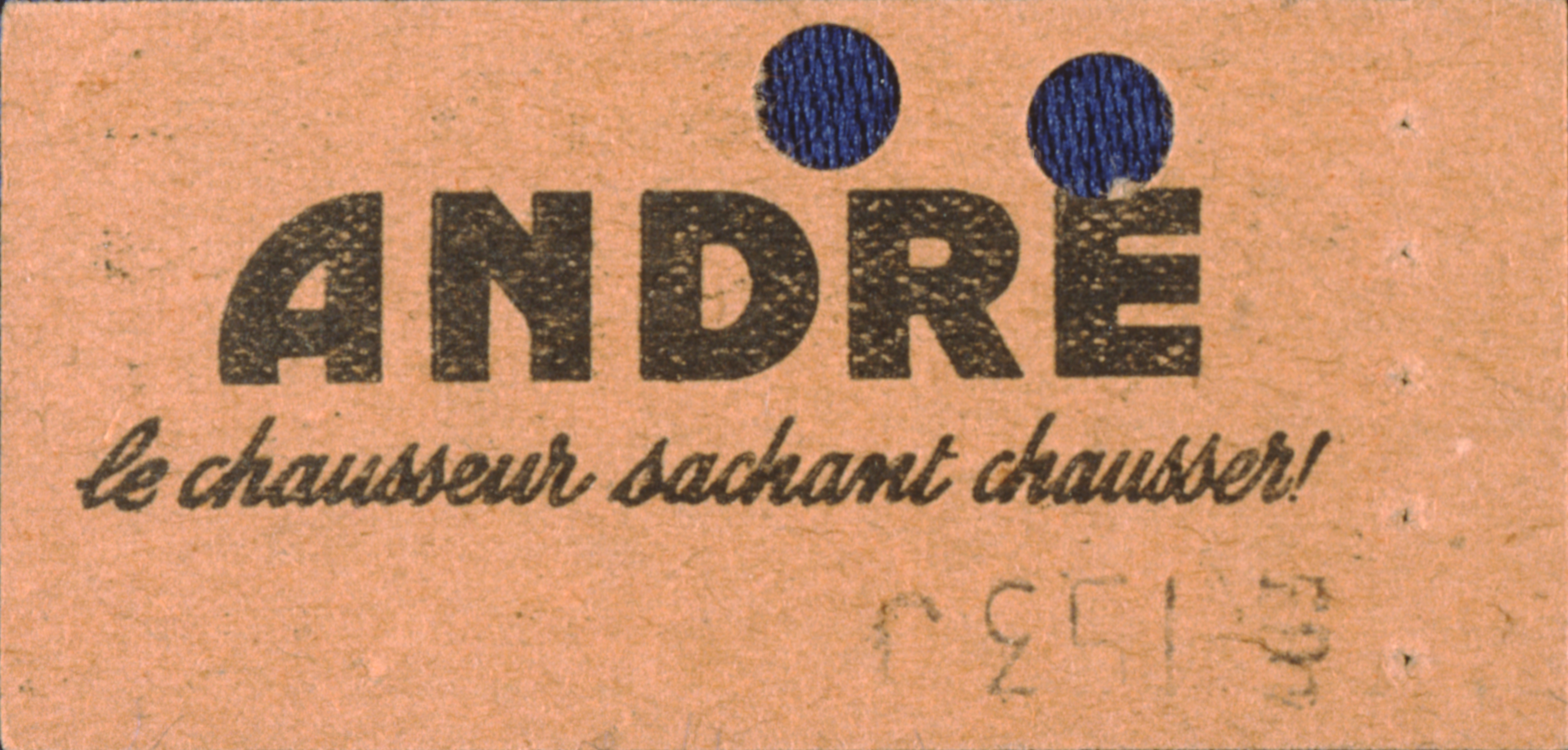
Ticket de métro dont le recto sert de support publicitaire aux chaussures André (après 1947)

Dès 1932, l'entreprise entame une longue coopération avec l'agence Publicis (fondée en 1927), et le publicitaire Marcel Bleustein-Blanchet qui s'occupe de la première campagne de publicité d’André et lui trouve son premier slogan : « André, le chausseur sachant chausser ».
À partir de 1934, des chaînes de montage sont mises en place dans l’usine André de Nancy. En 1936, André dont les ventes sont ainsi dopées devient numéro un de la chaussure en France, talonné par Bata.
En 1940 et 1944, du fait de l'origine juive de leurs propriétaires et animateurs, l'entreprise est placée sous administration provisoire, en application de la législation antisémite adoptée par le gouvernement de Vichy, ; des magasins André ferment et d’autres sont détruits. Malgré les convoitises multiples autour de l'entreprise, celle-ci n'est ni vendue, ni liquidée durant l'Occupation (objectif pourtant des lois d'aryanisation économique) : premier producteur français de chaussures (10 % de la production française dans les années 1930), sa capacité productive est bien trop précieuse en une période de pénurie,. L'entreprise produit 140 000 paires de chaussures entre le 1er décembre 1941 et le 31 mars 1942, pour répondre aux commandes allemandes,.
Après la guerre, soit à partir de 1947, la gestion de l'entreprise par Georges Lévy qui a succédé à son père Albert à la tête de l'entreprise, associé à Robert Lévy, fils de Jérôme, est prudente et patrimoniale,.
À la mort de George Lévy, en 1960, la présidence du groupe, qui détient trois usines et 148 magasins, est prise par Jean-Louis Descours, qui y travaillait depuis 1947 en tant que fondé de pouvoir ; il modernise et développe considérablement l'entreprise, par croissance interne, par rachat de Creeks et Minelli, de Caroll, Liberto et Kookaï et la création en 1981 de l'entreprise La Halle (« Halle aux chaussures » et « Halle aux vêtements ») avant d'en être écarté en 1990 par le fonds d’investissement britannique NR Atticus, un actionnaire majoritaire,.
Au début des Trente Glorieuses, l’entreprise André connaît un nouvel âge d’or et la marque ouvre une boutique sur les Champs-Élysées. Dès 1963, André s'implante dans les centres commerciaux et les hypermarchés. En 1967, la marque s'internationalise avec la création d’André International, qui ouvre des succursales en Belgique, au Canada, en Italie, en Allemagne. Le 31 mai 1981, le 500e magasin ouvre ses portes.
L'entreprise André subit, dans les années 1970, les conséquences économiques des deux chocs pétroliers.
Dans les années 1990, le groupe André possède l'entreprise Adolphe Lafont mais accuse des déficits chroniques.

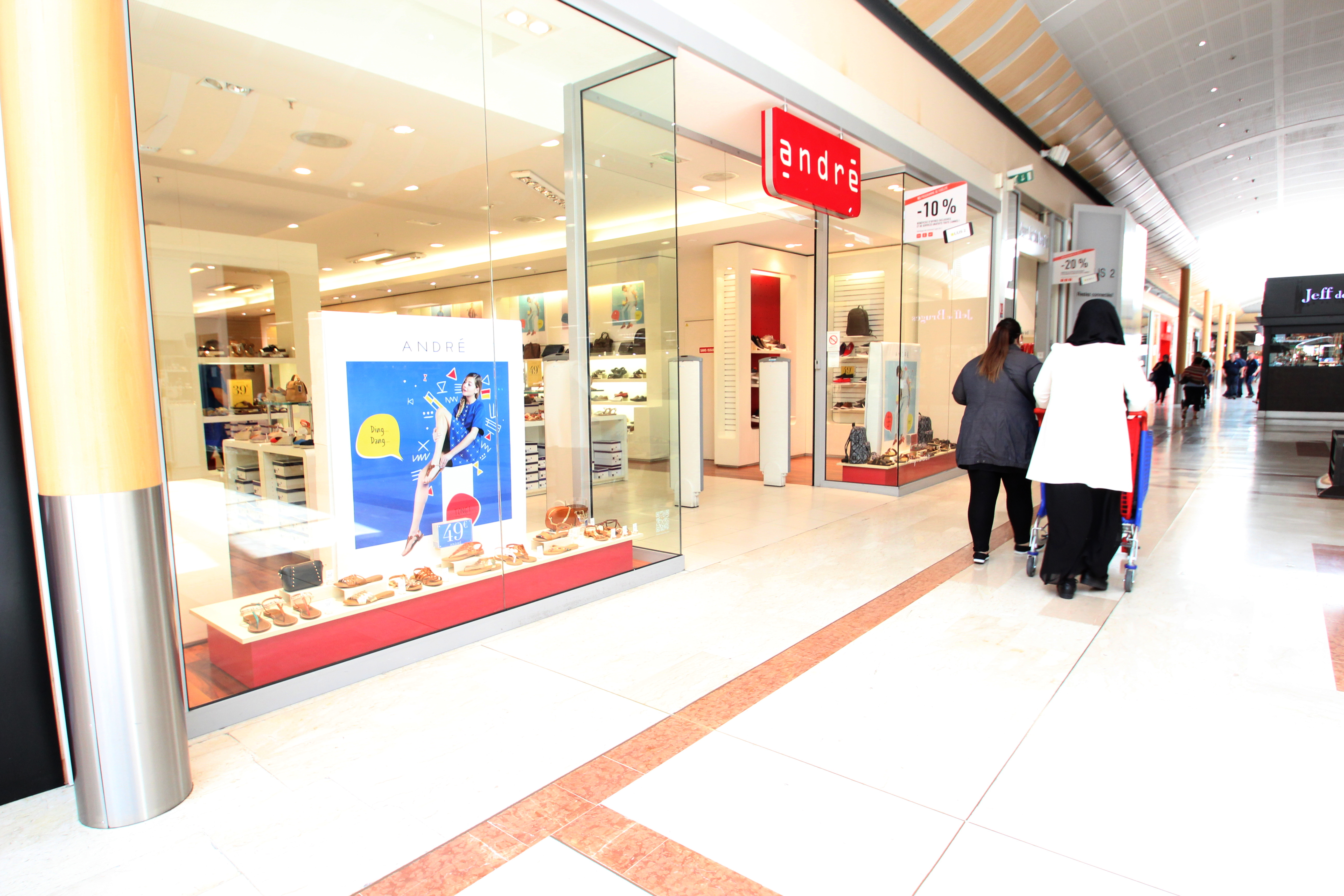
Magasin André (centre commercial Ulis 2).

En 2001, le groupe André, qui totalise 230 magasins, change de nom et devient Vivarte.

### Vivarte et difficultés économiques
Le PDG de Vivarte, Georges Plassat, tente de relancer la croissance de cette enseigne discount concurrencée par ÉRAM ou Bata, mais son nouveau PDG en 2013, Lionel Giraud, ancien de Cartier Chaumet et Courrèges, choisit une nouvelle stratégie en repositionnant la marque sur un marché plus haut de gamme. Cette mue se caractérise par l'ouverture d'un site de vente en ligne, des campagnes de street marketing, un nouveau concept de magasin (mobilier en wengé, disparition des boîtes à chaussures), des collections plus ouvertes aux hommes (qui ne représentent que 15 % de sa clientèle) et aux accessoires de maroquinerie, un nouveau logo et une nouvelle signature publicitaire « André, souliers de mode depuis 1900 ».

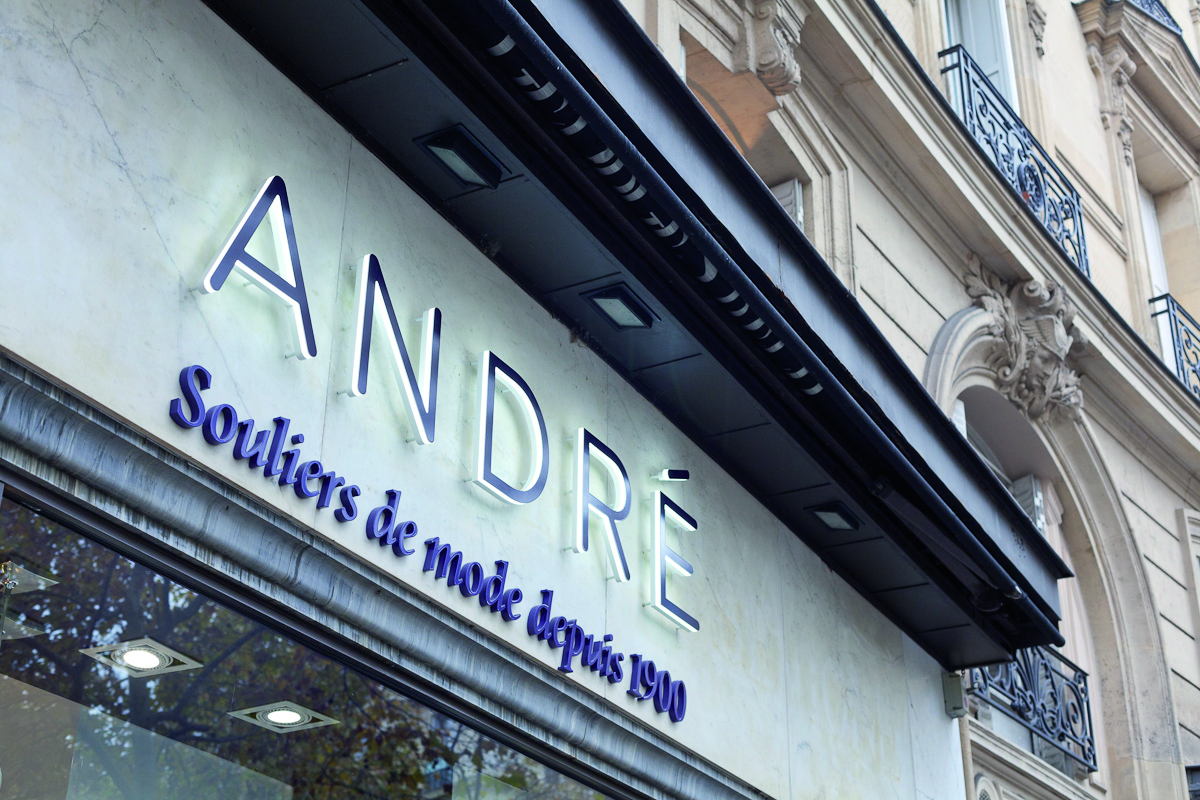
Enseigne d'une boutique André

En 2016, André compte 196 établissements actifs et reste lourdement déficitaire. Malgré ses dettes alourdissantes, le groupe Vivarte dément l'information de sa séparation de la marque André.
Le 24 janvier 2017, alors que de nouveaux emplois pourraient être menacés par la restructuration de Vivarte, la mise en vente d'André est annoncée. En janvier 2018, la reprise de la société par Spartoo est annoncée ; cette société conserverait la totalité des effectifs et l'ensemble des magasins (sauf un). En août 2018, Spartoo annonce la reprise d'André. Le 1er août 2018, Pierre Lagrange prend la direction générale d'André. Le 24 octobre 2018 le nom de la société est changé en Exand Holding sous la direction de Patrick Puy nommé le 10 mars 2018. C'est une filiale de Spartoo qui gère les magasins subsistants : la société TooAndré.
Le 23 mars 2020 l'enseigne dépose le bilan à la suite de la fermeture des magasins non essentiels ordonnée par le gouvernement français dans le cadre de la lutte contre la Covid-19 et la crise sanitaire. L'entreprise est placée en redressement judiciaire le 31 mars 2020. 600 salariés voient leur emploi menacé. En juillet 2020, le tribunal de commerce valide l'offre de reprise menée par François Feijoo, ancien directeur d'André entre 2005 à 2013, reprenant 55 magasins sur les 180 et 221 emplois, le 5 août 2020.
En février 2023, l'enseigne est à nouveau placée en redressement judiciaire,. En mai 2023, 21 des 49 magasins André sont repris par la société belge Optakare, qui reprend la marque André.
En mai 2025, l'enseigne André est à nouveau placée en redressement judiciaire.